# Johann Elias Schlegel
Johann Elias Schlegel, född den 17 januari 1719 i Meissen, död den 13 augusti 1749 i Sorö, var en tysk författare, farbror till Johan Frederik Vilhelm Schlegel och till bröderna August Wilhelm och Friedrich Schlegel.
Schlegel följde som privatsekreterare ett sachsiskt sändebud till Köpenhamn 1743 och blev professor vid den nyupprättade riddarakademin i Sorö. Schlegels sorgespel (Hermann, 1740, Kanut med flera) och lustspel (Der geschäftige Müssiggänger, Die stumme Schönheit, Der Triumph der guten Frauen, svensk översättning "De goda hustrurs seger", 1750) visar starkt beroende av Gottsched, trots att Schlegel under vistelsen i Danmark avlägsnade sig alltmer från denne sin lärare och råkade in under engelsk påverkan. Mera framstående som kritiker, hade Schlegel betydelse genom sin energiska och uppriktiga beundran för Shakespeare och sin teoretiska verksamhet över huvud, varigenom han räknas som en Lessings förelöpare. Schlegels yngre bror, Johann Heinrich Schlegel, utgav hans arbeten (i 5 band, 1761-70). Ästhetische und dramaturgische Schriften utkom 1887.